# Décès en 1361
Décès
- 1357
- 1358
- 1359
- 1360
- 1361
- 1362
- 1363
- 1364
- 1365

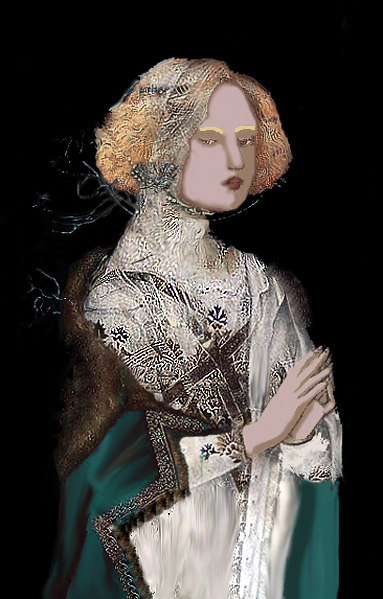
Blanche de Bourbon, morte en 1361.

Cette page dresse une liste de personnalités mortes au cours de l'année 1361 :
- entre janvier et juin : Bondavin de Draguignan, créancier et entrepreneur juif provençal.
- entre le 17 et le 21 janvier : Thierry de Heinsberg, comte de Chiny et de Looz.
- mars : Gérard d'Enghien-Havré, chevalier, seigneur d'Havré de Rhode et Bienvenes, châtelain de Mons.
- 9 mars : Ernest Ier de Brunswick-Grubenhagen, duc de Brunswick-Lunebourg et prince de Grubenhagen.
- 23 mars : Henri de Grosmont, dit également Henri de Lancastre, comte de Derby, de Lancastre et de Leicester, de Lincoln, puis duc de Lancastre.
- 26 mars : Nicolas Boseret, 20e abbé de Parc.
- 12 mai : Aymar Adhémar de Monteil de La Garde, 70e évêque de Metz.
- 16 mai : Pierre des Prés, cardinal français.
- 7 juin : Pierre de La Forest, évêque de Tournai, évêque de Paris, archevêque de Rouen, puis cardinal avec le titre de cardinal-prêtre Douze Apôtres.
- 9 juin : 
  - Philippe de Vitry, évêque de Meaux, compositeur et théoricien français de la période médiévale.
  - Ithier de Jarousse, évêque d'Auxerre.
- 12 juin: Guillaume de Court Novel, cardinal français.
- 16 juin : Jean Tauler, théologien, mystique et prédicateur alsacien influent, surnommé le docteur illuminé.
- 17 juin : 
  - Guillaume Farinier, cardinal français.
  - Ingeborg Hakonsdatter, princesse héritière norvégienne.
- 23 juin: Nicolas II de Bersatoribus, évêque d'Aoste.
- 12 juillet : Giovanni Dolfin, 57e doge de Venise.
- 13 juillet : Pierre Bertrand de Colombier, ou Pierre Bertrand le Jeune, évêque de Nevers, d'Arras Cardinal-prêtre de S. Susanna puis Cardinal-évêque d'Ostia e Velletri.
- 21 juillet : Ranud de Maubernaard, évêque de Palence, de Lisbonne puis d'Autun.
- 24 juillet: Gilbert de Mendegaches, évêque de Saint-Pons-de-Thomières, de Gap et de Lodève.
- 1er août : Jean de Caraman, cardinal français.
- 7 août : Bernard de La Tour, cardinal français.
- 24 août: Édouard de Gueldre, duc de Gueldre et comte de Zutphen.
- 25 août ou  4 septembre : Francesco degli Atti, cardinal italien.
- 28 août : Rodolphe V de Bade, co-margrave de Bade.
- 18 septembre : Louis V de Bavière, duc de Bavière mais également Margrave de Brandebourg et comte de Tyrol.
- 21 septembre : Jeanne de Boulogne
- 23 septembre : Pierre Ier de Cros, évêque de Senlis, puis évêque d'Auxerre, puis Cardinal-prêtre de Ss.  Silvestro e Martino ai Monti.
- 10 octobre : Bocchino Belforti, co-seigneur de Volterra.
- 11 octobre : John Paschal, évêque de Llandaff.
- 16 octobre : Fontanier de Vassal, cardinal français.
- 21 novembre : Philippe Ier de Bourgogne,  dit Philippe de Rouvres, ou encore Philippe de Rouvre, comte d'Auvergne et de Boulogne et d'Artois, duc de Bourgogne.

- Étienne Aldebrand, évêque de Saint-Pons, puis archevêque d'Arles et de Toulouse.
- An-Nâsir Badr ad-Dîn Abû al-Ma`âlî al-Hasan, sultan mamelouk bahrite d’Égypte.
- Orlando d'Aragon, gouverneur de Palerme, Stratigoto de Messine et ambassadeur du royaume de Sicile en Sardaigne.
- Hugues d'Harpagon, évêque de Marseille.
- Vitale da Bologna, Vitale di Almo de' Cavalli ou encore Vitale degli Equi,  peintre italien du Trecento.
- Hugues de Bar, évêque de Verdun.
- Blanche de Bourbon, reine consort de Castille.
- Jean II de Châlon-Auxerre, comte de Tonnerre.
- Jean de Jourens, évêque de Riez, de Valence, de Luçon, d'Elne puis du Puy.
- Guillaume V de Juliers, comte, margrave, puis duc de Juliers.
- Gerlier Ier de Nassau, co-comte puis comte de Nassau-Wiesbaden, comte puis co-comte de Nassau-Weilburg, comte de Nassau-Idstein.
- Renaud des Moulins, évêque de Nevers.
- Pierre Fabri, évêque de Marseille.
- Samuel ha-Levi, juif séfarade de la famille des Abulafia de Tolède, trésorier et almojarife en Castille sous le règne de Pierre le Cruel.
- Lodewijk Heyligen, moine bénédictin et théoricien de la musique originaire de la principauté de Liège qui a servi en tant que maître de musique du cardinal Giovanni Colonna à Avignon.
- Albert Lordet, évêque de Mende et comte de Gévaudan.
- Nuruzbeg, Khan de la Horde d'or (ou Horde bleue).
- Taidula, khatan tatare musulmane de la Horde d'Or.
- Thomas Stuart, noble écossais de la maison Stuart, 2e comte d'Angus.

## Crédit d'auteurs
- Cet article est partiellement ou en totalité issu de l'article intitulé « 1361 » (voir la liste des auteurs).